# سیارک ۱۰۵۳۸
سیارک ۱۰۵۳۸ (به انگلیسی: 10538 Torode، نامگذاری:1991VP2) ده هزار و پانصد و سی و هشتمین سیارک کشف شده‌است که در ۱۱ نوامبر ۱۹۹۱ کشف شد.
قدر مطلق سیارک برابر ۹٫۳ است.